# Botswana na Letnich Igrzyskach Olimpijskich 2016
Botswanę na Letnich Igrzyskach Olimpijskich 2016 reprezentowało dwanaścioro zawodników : dziewięciu mężczyzn i trzy kobiety. Był to dziesiąty start reprezentacji Botswany na letnich igrzyskach olimpijskich.

## Judo
Mężczyźni
| Zawodnik     | Konkurencja | 1/32             | 1/16                     | 1/8              | Ćwierćfinał      | Półfinał         | Repasaże         | Finał            | Finał   |
| Zawodnik     | Konkurencja | Przeciwnik Wynik | Przeciwnik Wynik         | Przeciwnik Wynik | Przeciwnik Wynik | Przeciwnik Wynik | Przeciwnik Wynik | Przeciwnik Wynik | Pozycja |
| ------------ | ----------- | ---------------- | ------------------------ | ---------------- | ---------------- | ---------------- | ---------------- | ---------------- | ------- |
| Gavin Mogopa | - 60 kg     | BYE              | Pavel Petřikow P 000-110 | NQ               | NQ               | NQ               | NQ               | NQ               | NQ      |

## Lekkoatletyka
Mężczyźni
Konkurencje biegowe
| Zawodnik                                                                                    | Konkurencja                 | Eliminacje | Eliminacje | Półfinał | Półfinał | Finał   | Finał   |
| Zawodnik                                                                                    | Konkurencja                 | Wynik      | Miejsce    | Wynik    | Miejsce  | Wynik   | Miejsce |
| ------------------------------------------------------------------------------------------- | --------------------------- | ---------- | ---------- | -------- | -------- | ------- | ------- |
| Isaac Makwala                                                                               | 400 m                       | 45,91      | 3.         | 46,60    | 8.       | NQ      | NQ      |
| Karabo Sibanda                                                                              | 400 m                       | 45,56      | 3.         | 44,47    | 3.       | 44,25   | 5.      |
| Baboloki Thebe                                                                              | 400 m                       | 45,41      | 3.         | DNS      | DNS      | NQ      | NQ      |
| Nijel Amos                                                                                  | 800 m                       | 1:50,46    | 7.         | NQ       | NQ       | NQ      | NQ      |
| Boitumelo Masilo                                                                            | 800 m                       | 1:48,48    | 6.         | NQ       | NQ       | NQ      | NQ      |
| Nijel Amos Isaac Makwala Leaname Maotoanong Onkabetse Nkobolo Karabo Sibanda Baboloki Thebe | sztafeta 4 × 400 m mężczyzn | 2:59,36    | 3.         | N/A      | N/A      | 2:59,06 | 5.      |

Kobiety
Konkurencje biegowe
| Zawodnik              | Konkurencja | Eliminacje | Eliminacje | Półfinał | Półfinał | Finał | Finał   |
| Zawodnik              | Konkurencja | Wynik      | Miejsce    | Wynik    | Miejsce  | Wynik | Miejsce |
| --------------------- | ----------- | ---------- | ---------- | -------- | -------- | ----- | ------- |
| Christine Botlogetswe | 400 m       | 52,37      | 4.         | NQ       | NQ       | NQ    | NQ      |
| Lydia Jele            | 400 m       | 52,24      | 4.         | NQ       | NQ       | NQ    | NQ      |

## Pływanie
Mężczyźni
| Zawodnik            | Konkurencja      | Eliminacje | Eliminacje | Półfinał | Półfinał | Finał | Finał   |
| Zawodnik            | Konkurencja      | Czas       | Miejsce    | Czas     | Miejsce  | Czas  | Miejsce |
| ------------------- | ---------------- | ---------- | ---------- | -------- | -------- | ----- | ------- |
| David van der Colff | 100m grzbietowym | 57,77      | 35.        | NQ       | NQ       | NQ    | NQ      |

Kobiety
| Zawodniczka | Konkurencja  | Eliminacje | Eliminacje | Półfinał | Półfinał | Finał | Finał   |
| Zawodniczka | Konkurencja  | Czas       | Miejsce    | Czas     | Miejsce  | Czas  | Miejsce |
| ----------- | ------------ | ---------- | ---------- | -------- | -------- | ----- | ------- |
| Naomi Ruele | 50m dowolnym | 26,23      | 47.        | NQ       | NQ       | NQ    | NQ      |